# Nekovy
Nekovy tvoří společně s kovy a polokovy tři hlavní skupiny chemických prvků. Rozdělení je prováděno s ohledem na vazebné a ionizační vlastnosti prvků. Nekovy mají vysokou elektronegativitu, tzn. že jejich valenční elektrony jsou pevně poutány k atomu.
Nekovy jsou prvky v blízkosti horní pravé strany periodické tabulky, kromě vodíku jsou umístěny v p-bloku. Nekovy je termín používaný v chemii při klasifikaci chemických prvků. Na základě svých obecných fyzikálních a chemických vlastností se mohou všechny prvky v periodické tabulce nazývat buď kovové, nebo nekovové.
Mezi nekovy patří halogeny, vzácné plyny a také tyto prvky:
- Vodík (H)
- Uhlík (C)
- Dusík (N)
- Kyslík (O)
- Fosfor (P)
- Síra (S)

Všechny nekovy kromě vodíku se nacházejí v pravém horním rohu periodické tabulky prvků. Na rozdíl od kovů jsou nekovy izolanty nebo polovodiče. Tyto prvky často tvoří iontovou vazbu s elektropozitivními prvky nebo kovalentní vazbu s ostatními prvky. Oxidy nekovů jsou kyselinotvorné.
Známe pouze 17 nekovů, zatímco kovů je známo více než osmdesát. Ale koncentrace nekovů na Zemi je podstatně vyšší než koncentrace kovů. Organismy jsou tvořeny převážně nekovy.
Není známa žádná přesná definice pro termín "nekovový" - ta pouze zahrnuje obecné spektrum chování.

## Společné charakteristické vlastnosti
- špatné vodiče tepla a elektřiny
- ve srovnání s kovy tvoří kyselé oxidy
- v pevném stavu jsou křehké, spíše než kovy, které jsou lesklé, tvárné
- obvykle mají nižší hustotu než kovy
- mají výrazně nižší bod tání a varu než kovy (s výjimkou uhlíku)
- mají vysokou elektronegativitu
- tvoří většinu hmoty Země, a to zejména vnější vrstvy, a organismy jsou složeny převážně z nich
- značně se liší ve vzhledu

Pouze sedmnáct prvků v periodické tabulce je obecně považováno za nekovy, ve srovnání s více než osmdesáti kovy. Nekovy tvoří většinu zemské kůry, atmosféry a oceánů na Zemi. Většina tkání živých organismů je složena téměř výhradně z nekovů.